# Cathédrale du Christ-Roi de Panevėžys
Cette  cathédrale n’est pas la seule cathédrale du Christ-Roi.
La cathédrale du Christ-Roi est une cathédrale catholique située à Panevėžys (ou Poneve) en Haute-Lituanie. Elle a été construite de 1904 à 1930 dans un style éclectique néo-baroque et néo-classique. Elle a été consacrée comme cathédrale du diocèse en 1926. 

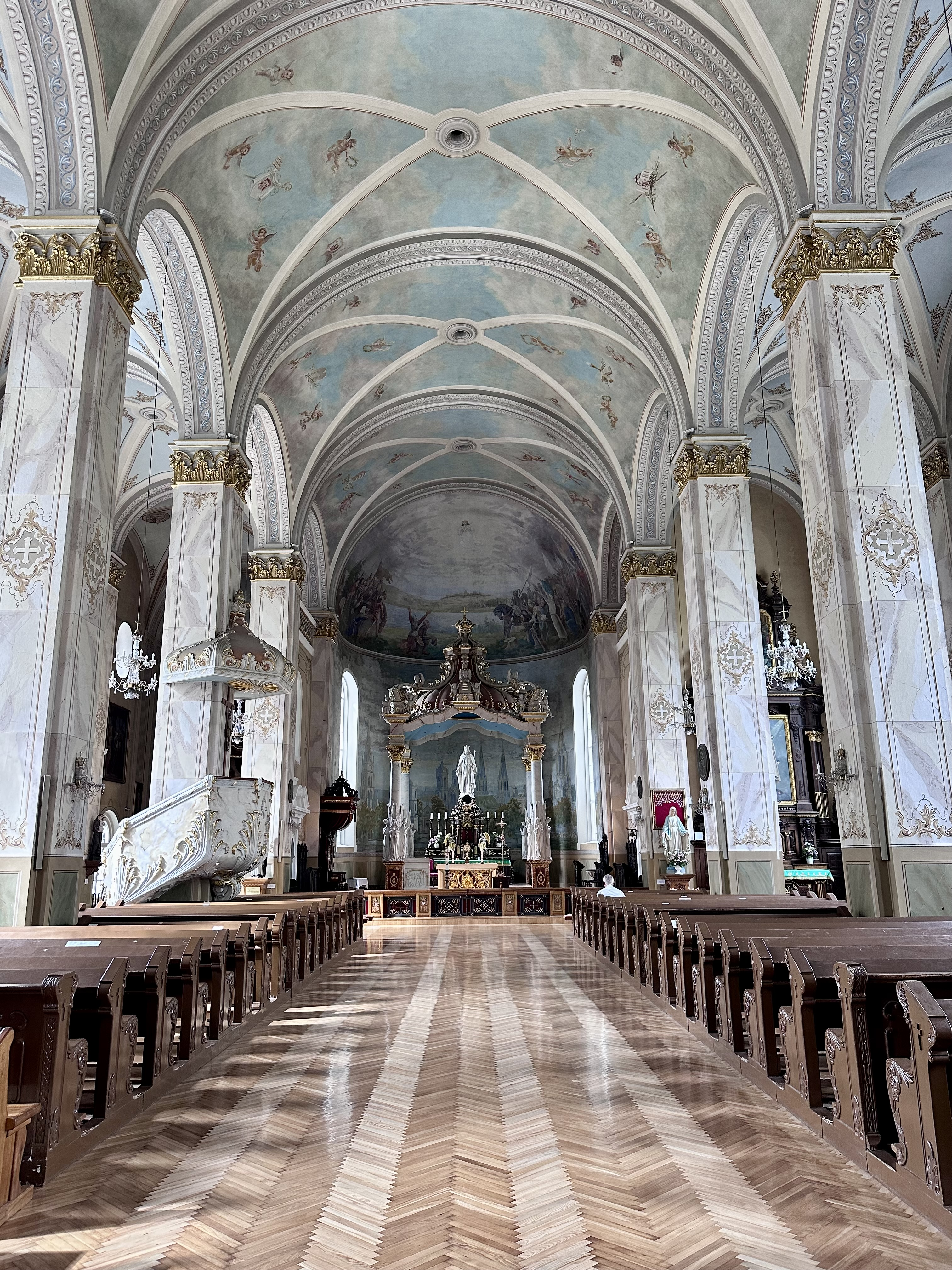
La nef vers le chœur.